# Okumura Masanobu
Okumura Masanobu (in giapponese 奥村 政信?; 1686 – 13 marzo 1763) è stato un pittore e scrittore giapponese specializzato nel genere ukiyo-e. Il suo nome alla nascita era Okumura Shinmyō.

## Biografia
Era figlio di un pittore, e prima di dedicarsi all'arte fu libraio ed editore. Scrisse alcune poesie haiku, ma è più celebre come pittore. Era probabilmente di formazione autodidatta, sebbene talvolta si citino come suoi maestri Hishikawa Moronobu e Torii Kiyonobu. Quando diede inizio alla sua carriera, le opere ukiyo-e erano incisioni -generalmente xilografie- monocrome, tuttavia all'epoca fecero la loro comparsa incisioni a colori, tecnica alla quale Masanobu contribuì enormemente: gli si attribuiscono l'invenzione dell'incisione bicolore e tricolore (beni-e), nonché dell'incisione allungata (hashira-e). Dominava alla perfezione anche altre tecniche, come l'applicazione in nero brillante (urushi-e) o in polvere d'oro o di metallo. Soprattutto con l'adozione dello stile benizuri-e, la sua carriera ha visto l'ukiyo-e evolversi dalle sue origini monocromatiche fino all'orlo della rivoluzione nishiki-e a colori, come sarebbe sbocciato sotto Harunobu.
Nel 1724 fondò a Edo una sua casa editrice, in cui diede impulso alla xilografia policroma. Nelle sue opere rappresentò tanto paesaggi quanto temi storici, epici e mitologici, figure di animali, scene di genere e del teatro kabuki. Alcune delle sue stampe, principalmente quelle paesaggistiche e architettoniche, mostrano l'influenza della prospettiva occidentale, introdotta poco tempo prima in Giappone grazie al commercio con i Paesi Bassi. Nelle sue immagini emerge specialmente la ricca coloritura, con tinte brillanti e una grande profondità soprattutto nell'utilizzo del nero.
L'opera di Masanobu ebbe un grande successo, dando origine a numerose falsificazioni già durante la vita dell'artista, per cui si diede a firmare le sue opere con una calligrafia particolarmente grande e dettagliata. Fu il fondatore della Scuola Okumura, ed ebbe come principale discepolo Toshinobu, probabilmente suo figlio o fratello.